# Ervin Bulku
Ervin Bulku (Tirana, 3. ožujka 1981.) je bivši albanski nogometaš koji je trenutačno pomoćni trener u albanskoj reprezentaciji.
Bulku je karijeru započeo u Tirani, gdje je skupio 201 nastup te postigao 14 zgoditaka. 2007. godine prelazi u ukrajinski Kryvbas gdje u tri sezone bilježi 58 nastupa uz 2 zgoditaka. U kolovozu 2010. biva ponuđen splitskom Hajduku za koji potpisuje jednogodišnji ugovor s mogućnošću produženja na još jednu godinu.